# Teracotona uhrikmeszarosi
Teracotona uhrikmeszarosi is een vlinder uit de familie spinneruilen (Erebidae), onderfamilie beervlinders (Arctiinae). De wetenschappelijke naam van de soort is voor het eerst geldig gepubliceerd in 1942 door Szent-Ivány.
Deze nachtvlinder komt voor in tropisch Afrika.